# 1918 a filmművészetben

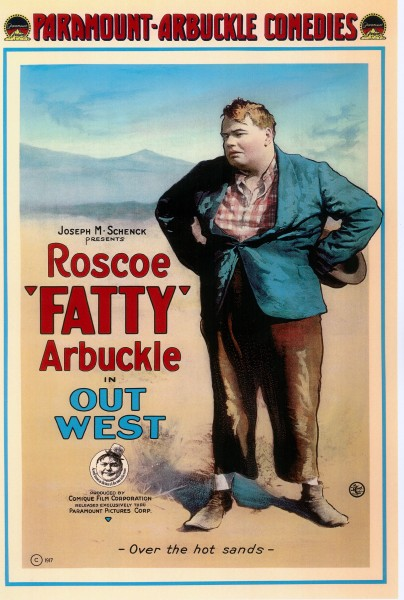
Az Out West plakátja

Az 1918 a filmművészetben az év jelentős nemzetközi és magyar filmtermését, valamint filmmel kapcsolatos eseményeit sorolja fel.

## Események
- június 1. – megjelenik a Kinonegyelja című orosz moziújság Dziga Vertov szerkesztésében.
- szeptember 28. – a német filmnyersanyagot az Agfa cég gyártja, termelésének kétharmadát állami propagandafilmek előállítására kell felhasználni.
- november 9. – Mary Pickford a First Nationalhoz szerződik. Gázsija filmenként negyedmillió dollár.
- Amerikában megalapítják a Louis B. Mayer Pictures filmstúdiót.

## Sikerfilmek
1. Mickey
2. Tarzan of the Apes

## Filmbemutatók
- Amarilly of Clothes-Line Alley – főszereplő Mary Pickford
- The Bell Boy – 'Fatty' Arbuckle/Buster Keaton rövidfilmje
- The Cook – Arbuckle/Keaton-rövidfilm
- A Dog's Life – Charlie Chaplin rövidfilmje
- Hearts of the World – rendező D. W. Griffith
- The House of Mirth
- Mickey – főszereplő Mabel Normand
- Out West – Arbuckle/Keaton-rövidfilm
- Shoulder Arms – Chaplin filmje
- The Sinking of the Lusitania – rövid animációs propagandafilm Winsor McCaytől
- Salomé – főszereplő Theda Bara
- Stella Maris – főszereplő Mary Pickford
- Tarzan of the Apes – főszereplők Elmo Lincoln és Enid Markey
- Triple Trouble – Chaplin rövidfilmje
- Froufrou – rendezte Alfredo De Antoni, főszereplő Francesca Bertini

## Magyar filmek
- Korda Sándor – Az aranyember I–III., Mari Ann
- Ifj. Uher Ödön – A bánya titka I–II., Szamárbőr, A Hazugság, Az ingovány
- Deésy Alfréd – Aphrodité, Casanova, Küzdelem a létért, A végrendelet, Tavaszi vihar, Sehonnai, A nővérek, Midas Király, A léleklátó sugár, A leányasszony, A lavina, Júlia, Fejedelmi nap, A csábító, Álarcosbál, Az élet királya
- Garas Márton – Anna Karenina, Táncosnő, A szerető, A papagáj, Nőstényfarkas, A gyufa, Féltestvérek, Barbárok, A 100.000 koronás ruha
- Fekete Mihály – A vén bakancsos és a fia, a huszár
- Antalffy Sándor – A kis Lord
- Forgács Antal – Leányvásár
- Kertész Mihály – A víg özvegy, Varázskeringő, Skorpió I., Az ördög, Lulu, Lu, a kokott, Júdás, A csúnya fiú, Alruane, 99, A napraforgós hölgy
- Lajthay Károly – Sundal, Az ikrek, Átok vára
- Fekete Mihály – Akik életet cseréltek, A kancsuka hazájában, A Gyurkovics leányok, Doktorok tragédiája.
- Janovics Jenő – A vadorzó, A szerzetes, A szerelem haláltusája, Sergius Panin, Sarah Grófnő, Palika, A névtelen asszony, A megbélyegzett, A medikus, Lila test, sárga sapka, Hotel Imperial, A feleség, Falusi Madonna, Baccarat, Asszonyi eskü, Andor
- Balogh Béla – A vörös kérdőjel, Udvari keringő, A Sphynx, Rang és mód, Magas diplomácia, Izrael, Hivatalnok urak, Halálos csönd, Egyenlőség, A császár katonái, Az asszonyfaló, Az asszonybosszú
- Lázár Lajos – Tűzpróba, Tájfun, Selim Nono, a börzecézár, Párizs királya, Őszi vihar, Jobbra én, balra te, Jeruzsálem, Az Isten fia és az Ördög fia, Az Impresszárió, Gül baba, A Drótostót, Bob herceg
- Hintner Cornelius – A sors ökle, Nebántsvirág, A nap lovagja, Kettős álarc alatt, Havasi szerelem, A Cigányleány, A Bosszú, Lili

## Rövidfilm-sorozatok
- Harold Lloyd (1913–1921)
- Charlie Chaplin (1914–1923
- Buster Keaton (1917–1941)

## Születések
- Január 29. – John Forsythe, angol-amerikai színész
- Február 4. – Ida Lupino, olasz színésznő, rendező († 1995)
- Február 16. – Patty Andrews, amerikai színésznő, énekes
- Március 1. – Roger Delgado, brit színész († 1973)
- Március 9. – Mickey Spillane, forgatókönyvíró, színész
- Április 17. – Anne Shirley, amerikai színésznő († 1993)
- Április 17. – William Holden, amerikai színész († 1981)
- Május 14. – June Duprez, brit színésznő († 1984)
- Május 26. – John Dall, amerikai színész († 1971)
- Június 30. – Susan Hayward, amerikai színésznő († 1975)
- Július 6. – Sebastian Cabot, angol színész († 1977)
- Július 14. – Ingmar Bergman, svéd színész, forgatókönyvíró, rendező († 2007)
- Július 18. – Jane Frazee, amerikai színésznő, énekes († 1985)
- Július 26. – Marjorie Lord, amerikai színésznő
- Augusztus 9. – Robert Aldrich, amerikai rendező († 1983)
- Augusztus 17. – Evelyn Ankers, amerikai színésznő († 1985)
- Augusztus 22. – Benkő Gyula, magyar színész († 1997)
- Szeptember 5. – Rin Tin Tin, amerikai kutyaszínész († 1932)
- Szeptember 21. – Rand Brooks, amerikai színész († 2003)
- Október 9. – Lila Kedrova, orosz-francia színésznő († 2000)
- Október 13. – Robert Walker, amerikai színész († 1951)
- Október 17. – Rita Hayworth, amerikai színésznő († 1987)
- Október 27. – Teresa Wright, amerikai színésznő
- November 4. – Art Carney, amerikai színész († 2003)
- November 4. – Cameron Mitchell, amerikai színész († 1994)
- November 30. – Efrem Zimbalist Jr., zsidó-amerikai színész
- December 20. – Audrey Totter, amerikai színésznő

## Halálozások
Az arab szám a halálukig elért életkorukat jelzi.
- Január 12. - Simeon Wiltsie, amerikai színész
- Február 1. - Joseph Kaufman, 36, amerikai némafilmszínész & -rendező, Ethel Clayton filmsztár férje
- Február 15. - Vernon Castle, 30, amerikai táncos & író
- Március 13. - William Courtleigh, Jr., 26, amerikai színész
- Április 30. - Mary Maurice az „Anya”, 73, amerikai veterán színházi & filmszínésznő
- Május 19. - S. Rankin Drew, 26, amerikai színész és rendező
- Június 29. - John van den Broek, 23, holland filmes
- Július 4. - Walter Stradling, 43, brit filmes
- Augusztus 12. - Anna Held, 46, lengyel színésznő & énekes
- Szeptember 21. - Hal August, 28, amerikai színész; Edwin August fivére
- Október 19. - Harold Lockwood, 31, amerikai színész
- Október 22. - Julian L'Estrange, 38, angol színész
- Október 28. - Louise Vale, amerikai színésznő
- November 6. - William Shea, 67, skót veterán filmszínész & -rendező
- December 6.- Charles Gunn, 35, amerikai színész
- December 29. - Jode Mullally, 32, amerikai színész